# 宁岢铁路
宁岢铁路位于山西省西北的国有支线铁路，由太原铁路局运营。从同蒲铁路宁武站引出，向西北经宁武县、神池县，转向西南经长城梁、五寨县至岢岚县境内的岢岚站。线路全长95.95Km。
设岢岚、秦家庄站、安塘、五寨、庄儿上、神池等六座车站。其中秦家庄站设有通往太原卫星发射中心的专用线。

## 历史
始建于1967年7月，1971年11月15日通车。1986年建成的神河铁路在庄儿上接轨。
2005年12月电气化扩能改造开工，2008年完成。投资3.3亿元。岢岚、安塘、五寨、庄儿上、神池等五座车站到发线从450m延长至1050m。技术等级由国铁Ⅲ级上升为国铁Ⅰ级，东风4牵引变为韶山4双机牵引，牵引质量1650吨变为5000吨，年运量700万吨变为2450万吨。改造前的年运量最高为2006年的640万吨。